# David Berry (ator)
David Berry (Toronto, 18 de janeiro de 1984) é um ator australiano nascido no Canadá, conhecido por seu papel como James Bligh na série de televisão A Place To Call Home e Lord John Gray na série de televisão da Starz, Outlander.

## Biografia
Berry nasceu em Toronto, Ontário, Canadá, no dia 18 de janeiro de 1984, mas mudou-se para a Austrália ainda jovem. Um de quatro filhos, ele mostrou-se talentoso ao cantar e tocar violino. Quando criança, ele frequentou a escola com uma bolsa de estudos para voz, dividindo seu tempo entre apresentações escolares e profissionais que incluíam trabalho na Opera Australia e vários festivais. Em 2002, ele recebeu uma bolsa para estudar ciências políticas na Universidade McGill de Montreal. Após seu retorno, ele se inscreveu e foi aceito no National Institute of Dramatic Art (NIDA) da Austrália, onde se formou em 2010.

## Carreira
O primeiro papel profissional de Berry foi uma aparição especial em um episódio de Miss Fisher's Murder Mysteries. No mesmo ano, ele interpretou Logan Meyer em dez episódios da novela Home and Away, da 7 Network. Em 2013, Berry estrelou no filme de terror para TV do roteirista/diretor Robert White, Progeny. Ele também se juntou ao elenco principal do drama da Foxtel, A Place To Call Home como James Bligh, um homem torturado pelo tratamento que a sociedade deu à sua homossexualidade, na Austrália dos anos 1950.
Em 2015, Berry estrelou como Brian Cleaver em The Crater: A True Story of Vietnam. O filme gira em torno das experiências de Cleaver durante a Batalha de Coral-Balmoral, travada entre 12 de maio e 6 de junho de 1968.
Em agosto de 2016, foi anunciado que Berry se juntaria ao elenco do drama de época de viagem no tempo da Starz, Outlander, no papel recorrente de Lord John Gray. Ele estreou no episódio de 2017 "All Debts Paid ", aparecendo nas temporadas três à cinco. Em maio de 2020, Berry anunciou que não voltaria a Outlander para a sexta temporada.
Em 2020, Berry se juntou ao ator Tim Downie em um podcast não oficial do Outlander intitulado Outcasts.

## Vida pessoal
Berry se casou com Kristina Tesic em 2012. Eles tiveram um filho em 2016.

## Filmografia

### Televisão
| Ano       | Título                         | Personagem     | Produção               | Notas                                    |
| --------- | ------------------------------ | -------------- | ---------------------- | ---------------------------------------- |
| 2012      | Miss Fisher's Murder Mysteries | Alastair       | abc                    | Episódio: "Murder on the Ballarat Train" |
| 2012      | Home and Away                  | Logan Meyer    | 7 rede                 | 10 episódios                             |
| 2013      | Progeny                        | Damien         | Wagsword Entertainment | Filme para televisão                     |
| 2013–2018 | A Place to Call Home           | James Bligh    | Foxtel                 | Principal, 56 episódios                  |
| 2017–2020 | Outlander                      | Lord John Gray | Starz                  | Principal, 11 episódios                  |

### Cinema
| Ano  | Título                              | Personagem    | Notas                                                              |
| ---- | ----------------------------------- | ------------- | ------------------------------------------------------------------ |
| 2015 | The Crater: A True Story of Vietnam | Brian Cleaver | Baseado na história de Brian Cleaver na Batalha de Coral-Balmoral. |

### Teatro
| Ano  | Título                  | Personagem        | Diretor                         | Teatro               |
| ---- | ----------------------- | ----------------- | ------------------------------- | -------------------- |
| 2010 | Lost Illusions          | Lucien Chardon    | Ian Sinclair                    | NIDA                 |
| 2010 | Material Medea          | Jason             | Kat Henry                       | NIDA                 |
| 2010 | Assassins               | John Wilkes Booth | Tony Knight                     | NIDA                 |
| 2011 | Men Without Shadows     | Jeanie            | Hendrik Elstein                 | Sly Rat/NIDA         |
| 2011 | A Little Touch of Chaos | Arthur            | James Millar / Peter Rutherford | Grant Street Theatre |
| 2015 | Of thee I Sing          | Wintergreen       | Jay James-Moody                 | Sydney Opera House   |

## Prêmios e indicações
| Ano  | Prêmio       | Categoria                       | Trabalho nomeado     | Resultado |
| ---- | ------------ | ------------------------------- | -------------------- | --------- |
| 2016 | Logie Awards | Ator coadjuvante mais destacado | A Place to Call Home | Indicado  |